# پاتریک پرا
پاتریک پرا (فرانسوی: Patrick Péra‎؛ زادهٔ ۱۷ ژانویهٔ ۱۹۴۹) اسکیت‌باز نمایشی اهل فرانسه است.